# سابك
الشركة السعودية للصناعات الأساسية (وتعرف أكثر باسمها المختصر سابك "SABIC") والمأخوذ من اختصار اسمها (بالإنجليزية: Saudi Basic Industries Corporation)‏ مأخوذة أيضاً من السبك وهي الاتقان في اللغة العربية كما ذكر الدكتور غازي القصيبي. وهي شركة مساهمة عامة سعودية متعددة الصناعات، مركزها الرئيسي العاصمة السعودية (الرياض)، تنشط في مجال البتروكيماويات والكيماويات والمبلمرات الصناعية والأسمدة والمعادن.
تعتبر شركة سابك خامس أكبر شركة بتروكيمياويات في العالم، وأكبر شركة عامة في الشرق الأوسط والمملكة العربية السعودية كما هو مدرج في تداول. تعود ملكية 70٪ من أسهم سابك لشركة أرامكو السعودية. بالإضافة إلى المساهمين من القطاع الخاص وهم من المملكة العربية السعودية ودول أخرى من دول مجلس التعاون الخليجي الست. حيث كان صندوق الاستثمارات العامة التابع لحكومة المملكة العربية السعودية امتلك 70% من أسهم سابك، إلى أن اشترت أرامكو في مارس 2019، الحصة من سابك وذلك مقابل 69,001,000,000 دولار. وهي أضخم شركة من حيث القيمة السوقية في سوق الأسهم السعودية بعد شركة ارامكو.
كانت سابك رابع أكبر منتج للكيمياويات في العالم في عام 2013. وهي حالياً ثاني أكبر منتج لمركب الإيثيلين جلايكول في العالم ومن المتوقع أن تتصدر القائمة بعد طرح مشاريع جديدة. بالإضافة لكونها ثالث أكبر منتج لمركب متعدد الإيثيلين ورابع أكبر منتج للبولي أولفين ورابع أكبر مصنع للبولي بروبيلين. كما تعد سابك أكبر منتج في العالم للمركب الكيميائي المضاف لوقود السيارات ميثيل ثالثي بوتيل الإيثر وسماد اليوريا الحبيبية والبولي كربونات والبولي فينيل والأميد متعدد الإيثر.
نجحت سابك في دخول قائمة الفايننشيال تايمز لأكبر 500 شركة في العالم من حيث القيمة السوقية لعام 2008 على الرغم من اضطرابات الأسهم التي تعانيها السوق السعودية بين الحين والآخر، وحلت بالمركزالـ49. احتلت شركة سابك المرتبة الرابعة في العالم بين شركات الصناعات الكيماوية بحسب الترتيب السنوري فورتشن غلوبال 500 في عام 2017. بحلول نهاية عام 2018، كانت سابك الشركة رقم 281 على مستوى العالم. في عام 2010، نمت سابك لتصبح ثاني أكبر شركة كيمياوية متنوعة، والأولى عندما تقاس فقط بقيمة الأصول. وبعد النظر إلى جميع فروعها وتقييمها، أصبحت (اعتبارًا من عام 2014) الشركة رقم 98 في العالم في تصنيف فوربس غلوبال 2000 (الذي يدرج فقط الشركات المتداولة علنًا)، مع عائدات مبيعات قدرها 50.4 مليار دولار، وأرباح بلغت 6.7 مليار دولار وأصول بلغت 90.4 مليار دولار.

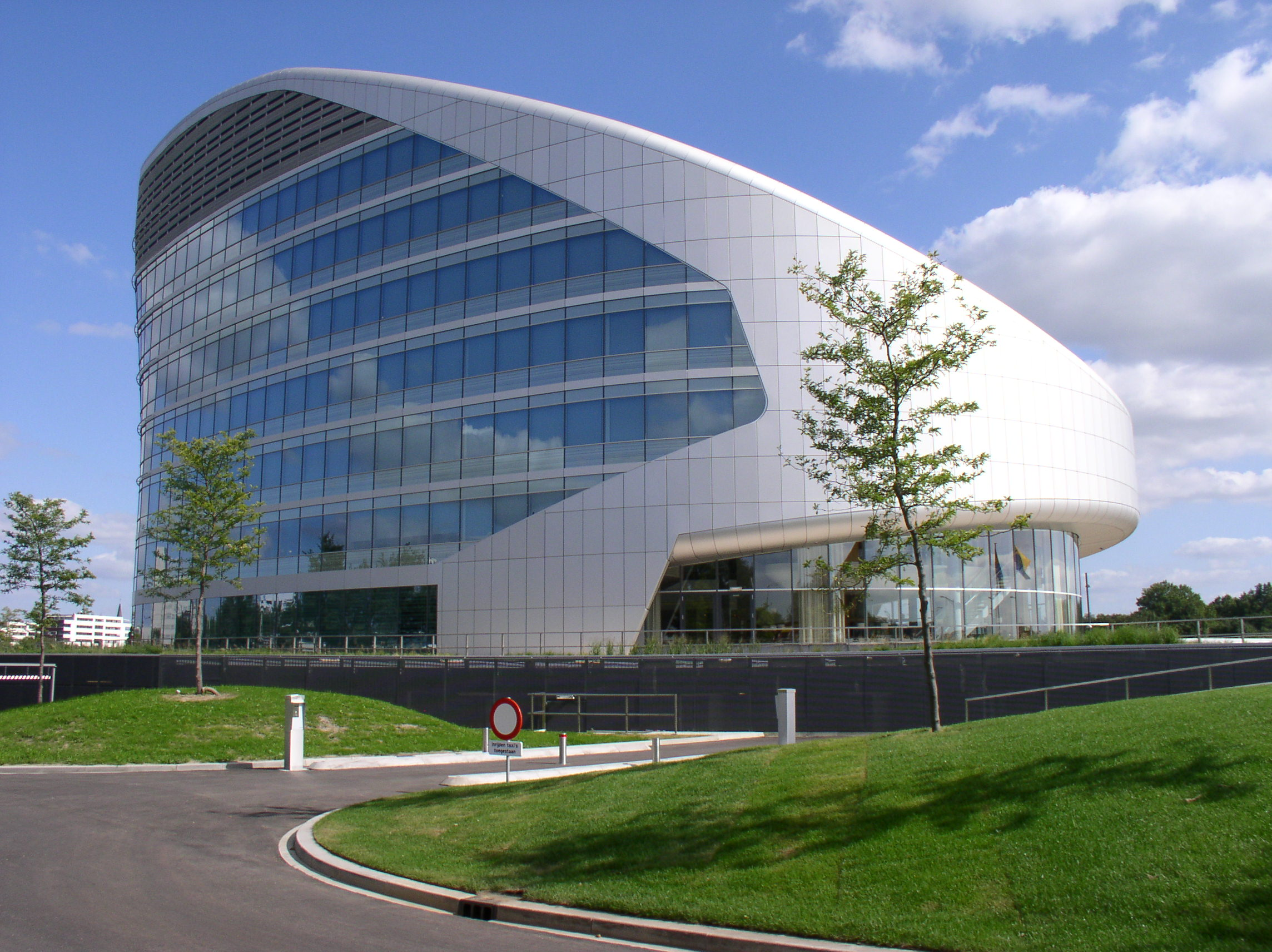
مكتب شركة سابك الرئيسي في أوروبا في مدينة سيتارد الهولندية

على الرغم من أن مقر الشركة في الرياض إلا أنها تمتلك مصالح في 17 شركة تابعة، وتترواح مصالحها بين الملكية الكاملة والمشاركة الجزئية الهامة.

## تاريخ سابك
أنشئت الشركة السعودية للصناعات الأساسية سابك بمرسوم ملكي في عام 1396هـ (1976م) لاستثمار ثروات المملكة الهيدروكربونية والمعدنية، وتحويلها إلى منتجات صناعية ذات قيمة مضافة عالية لتنويع مصادر الدخل الوطني، والإسهام في تطوير قطاعات الصناعات التحويلية والإنشائية والزراعية وتعزيز دورها في الاقتصاد السعودي. كان أول رئيس للشركة غازي عبد الرحمن القصيبي، وزير الصناعة والكهرباء آنذاك، وكان عبد العزيز بن عبد الله الزامل أول رئيس تنفيذي.
عملت الهيئة الملكية للجبيل وينبع في أواخر السبعينيات وأوائل الثمانينيات على تطوير الجبيل المطلة على ساحل الخليج العربي وينبع الملطة على البحر الأحمر من قريتين لصيد الأسماك إلى مدينتين صناعيتين حديثتين تضمان أحدث تجهيزات البنية الأساسية، في حين بدأت سابك بإنشاء المصانع. وفي عام 1983م بدأ أول مشروع مشترك في الإنتاج، ثم تبع ذلك تأسيس العديد من الشركات ومراحل التوسعة مما عزز موقع الشركة ضمن أسرع الشركات نمواً في العالم.
في عام 1985م بلغ إجمالي الطاقة الإنتاجية للشركة 6.5 مليون طن متري؛ بعد خمس سنوات ارتفع الإنتاج إلى 13 مليون طن متري وفي نهاية عام 2000م وصل إنتاج الشركة إلى 35 مليون طن متري، وبحلول عام 2003 ارتفع الإنتاج إلى 42 مليون طن متري. وفي نهاية عام 2007م، بلغ إنتاج الشركة 55 مليون طن متري، وبحلول عام 2012 ارتفع إلى أكثر من 60 مليون طن متري. وتخطط الشركة لأن تصبح من أكبر الشركات الصناعية بحلول عام 2020م، وبعد مرور 30 عاماً على البدايات المتواضعة للشركة، أصبحت لها مكانة بين شركات البتروكيماويات العالمية الرائدة. يعمل في سابك حالياً أكثر من 40000 موظف في أكثر من 100 بلد على الخريطة الدولية ويقع المركز الرئيسي في الرياض، وتقام معظم أعمالها في مدينة الجبيل وينبع الصناعية، ولديها 60 مصنعا في أكثر من 40 دولة.
تتكون شبكة التصنيع التابعة لسابك في المملكة العربية السعودية من 18 شركة تابعة. يقع معظمها في مدينة الجبيل الصناعية على ساحل الخليج العربي. تقع اثنتان في مدينة ينبع الصناعية على البحر الأحمر وواحدة في المنطقة الشرقية في مدينة الدمام. سابك هي أيضا أحد الشركاء في ثلاث مشاريع إقليمية مقرها في البحرين. وتعد شركة رائدة في السوق في المنتجات الرئيسية مثل الإيثيلين والإيثيلين جليكول من (الوسطيات) والميثانول ومركب ميثيل ثالثي بوتيل الإيثر من (الكيماويات الأساسية) والبولي إيثيلين. تعتبر الشركة السعودية للحديد والصلب (حديد) التابعة لشركة سابك والمملوكة بالكامل لها، ومقرها في الجبيل، واحدة من أكبر الشركات المنتجة المتكاملة في العالم.

## عمليات الشركة
خضعت شركة سابك لعملية إعادة هيكلة في أكتوبر 2015، والتي شهدت جلب الكيماويات السلعية المنتجة ضمن نطاق عمل وحدة العمل الاستراتيجية للبلاستيكيات المبتكرة ودمجها مع أعمال وحدتي العمل الاستراتيجيتين للبوليمرات والكيماويات للمرة الأولى. بالإضافة لذلك، أنشئت وحدة العمل الاستراتيجية للكيماويات المتخصصة لتشمل ما تبقى من منتجات وحدة العمل الاستراتيجية للبلاستيكيات المبتكرة التي لا تندرج تحت مظلة الكيماويات السلعية وتوقفت وحدة العمل الاستراتيجية للبلاستيكيات المبتكرة عن العمل بحلول 1 يناير 2016. جاء هذا التغيير بعد إعادة توزيع مهام المحفظة الوظيفية للأداء الكيميائي لتصبح ضمن مهام وحدة العمل الاستراتيجية للكيماويات. ونتيجة لذلك أصبحت وحدات الأعمال حاليًا هي: الكيماويات والبوليمرات والأسمدة (حيث تمتلك سابك ثلاثة شركات تابعة للأسمدة: سافكو وشركة سماد وشركة ابن البيطار)، المعادن والكيماويات المتخصصة، بالإضافة إلى وحدة التصنيع. إلى جانب هذا التغيير، أُعلن عن إغلاق مقر شركة البلاستيكيات المبتكرة في بيتسفيلد بالولايات المتحدة، وسينقل مقر سابك الإقليمي للأمريكتين إلى هيوستن.
في يوليو 2002، بدأت (سابك) عملياتها في أوروبا بعد شراء 1.98 مليار دولار من أعمال البتروكيماوية الخاصة بالمجموعة الهولندية رويال دي اس ام. تنتج الشركة التابعة لسابك في أوروبا أكثر من مليوني طن متري من البوليمرات وأكثر من 5 ملايين طن متري من المواد الكيميائية الأساسية، وتوظف أكثر من 3000 شخص ولديها موقعان رئيسيان للتصنيع في مدينة جيلين الهولندية ومدينة غلزنكيرشن في ألمانيا. بعد تشكيل شركة تابعة لسابك في أوروبا، أصبحت سابك الشركة الحادية عشرة الأكبر في العالم في مجال البتروكيماويات. وقد دل شراء دي اس ام على نية شركة سابك للتوسع وأن تصبح شركة عالمية حقيقية.
في عام 2004، ارتفعت قيمة أسهم سابك المدرجة في السوق المالية السعودية (تداول) بنسبة 170 ٪ في حين زاد صافي أرباحها بنسبة 112 ٪ من عام 2003م إلى 2004م.
في عام 2005، كانت سابك أكبر شركة في منطقة الشرق الأوسط (من حيث القيمة السوقية) وأكثر الشركات غير البترولية المدرجة في البورصة ربحاً، والشركة البتروكيماوية الحادية عشرة في العالم، وجاءت في المرتبة 331 في قائمة فورتشن غلوبال 500 لعام 2005، وهي ثاني أكبر منتج لمركب جلايكول الإيثيلين والميثانول في العالم، وثالث أكبر منتج للبولي إيثيلين ورابع أكبر منتج للبولي بروبيلين والبولي أولفين. أعلنت وكالة ستاندرد آند بورز ومؤسسة فيتش الدولية للتصنيف الائتمانى أن شركة سابك هي أكبر منتج للبوليمرات في العالم وأكبر منتج للصلب في منطقة الخليج العربي لعام 2005؛ وأعطوا سابك تصنيف "A" ضمن تقدير السندات للشركات. في نفس العام، صنفت بلومبرج شركة سابك كأكبر شركة في العالم من حيث القيمة السوقية (في عام 2005 تجاوزت قيمتها 375 مليار ريال سعودي، أي ما يعادل 100 مليار دولار أمريكي وثاني أكبر شركة من حيث القيمة السوقية. خارج الولايات المتحدة والمملكة المتحدة.
في يونيو 2006، أسست (سابك) «شركة سابك للصكوك» لإصدار سندات إسلامية (صكوك) تقدر قيمتها بما بين مليار ريال سعودي (266.67 مليون دولار أمريكي) و 3 مليارات ريال سعودي (800 مليون دولار أمريكي). وقد أصدرت جمعية الشركاء لشركة سابك للصكوك (ذات مسؤولية محدودة) قراراً في 11 مارس 2018 يقضي بتصفية شركة سابك للصكوك اختياراً، حيث أصدرت بياناً في تداول أن خسائر «سابك للصكوك» وصلت إلى 50% من رأس المال متمثلة بأتعاب المراجع الخارجي والزكاة الشرعية.
في يناير 2007، استحوذت شركة سابك في أوروبا على مصانع شركة (هانتسمان بتروكيميكالز) في المملكة المتحدة. تمتلك شركة سابك في أوروربا والتي يقع مقرها الرئيسي في سيتارد بهولندا شبكة أوروبية واسعة من مكاتب المبيعات والمراكز اللوجستية، بالإضافة إلى ثلاثة مواقع لإنتاج البتروكيماويات في أوروبا وهي: جيلين في هولندا وتيسايد في المملكة المتحدة وجيلزنكيرشن في ألمانيا.
في عام 2008، أنتجت شركة سابك في أوروبا 7.3 مليون طن متري من البتروكيماويات والتي كانت بشكل رئيسي للسوق الأوروبية.
في 21 مايو 2007، استحوذت شركة سابك على قسم جنرال إلكتريك للبلاستيك، في صفقة نقدية بقيمة 11.6 مليار دولار، بما في ذلك 8.7 مليار دولار من التزاماتها، وأطلقت شركة سابك للبلاستيكيات المبتكرة. في تلك السنة، احتلت الشركة المرتبة 145 (المرتبة السابقة: 301) في قائمة فوربس غلوبال 2000. اعتبارًا من عام 2014، تعد شركة سابك للبلاستيكيات المبتكرة شركة بمليارات الدولارات لها عمليات في أكثر من 25 دولة وأكثر من 9500 موظف في جميع أنحاء العالم.
في يوليو 2009، حصلت سابك على موافقة من الحكومة الصينية لبناء مجمع للبتروكيماويات في الصين بقيمة 3 مليارات دولار، من أجل الحصول على موطئ قدم في سوق المواد الكيميائية الأسرع نموًا في العالم.
في يناير 2018، أعلنت سابك عن استحواذها على حصة 24.99 ٪ في شركة كلارينت، الشركة السويسرية المصنعة للمواد الكيميائية المتخصصة. حيث حصلت على الحصة من المستثمر الناشط وايت تال، وكان من المتوقع أن تبلغ القيمة السوقية السائدة لشركة كلارينت حوالي 2.4 مليار دولار. سعر الصفقة الفعلي لم يكشف عنه. وقد صرح يوسف بنيان الرئيس التنفيذي لشركة سابك في نوفمبر 2017، أن الشركة تتطلع إلى إنفاق ما بين 3 مليارات و 10 مليارات دولار على عمليات الاستحواذ على مدى السنوات العشر القادمة.
في 27 مارس 2019، أعلنت سابك أن شركة الطاقة المملوكة للدولة أرامكو السعودية وقعت على اتفاقية شراء حصة للاستحواذ على حصة أغلبية تعادل 70 ٪ في سابك من صندوق الاستثمارات العامة بالمملكة العربية السعودية في صفقة خاصة بقيمة 69.1 مليار دولار.
في يناير 2024 أعلنت سابك عن القرار الاستثماري النهائي بتطوير مجمع بتروكيماويات في منطقة فوجيان الصينية بالشراكة بين شركة سابك للاستثمارات الصناعية المملوكة بالكامل لـ"سابك" بنسبة 51% وبين شركة فوجيان بتروكيمكال بنسبة 49% وتقدر التكلفة المتوقعة لهذا المشروع بنحو 6.4 مليار دولار.

## الإنتاج والتوسعات الرئيسية
من المتوقع أن تصل عمليات التوسع والاستثمارات إلى 20 مليار دولار أمريكي في عام 2007 و 70 مليار دولار أمريكي حتى عام 2020. وبلغ إجمالي الإنتاج الكلي في عام 1985 6.3 مليون طن متري؛ , بحلول نهاية عام 2008، وصل إلى 56 مليون طن متري. بحلول عام 2020، تعتزم سابك إنتاج أكثر من 135 مليون طن متري سنويًا.

## أداء الشركة المالي
بلغت الأرباح الصافية لسابك في عام 2008 22 مليار ريال سعودي (5.86 مليار دولار أمريكي)، في حين بلغ إجمالي الأصول 272 مليار ريال سعودي (72.5 مليار دولار أمريكي) في نهاية عام 2008 ووصلت قيمة الأصول الجارية في نهاية عام 2008 95 مليار ريال (25 مليار دولار أمريكي). حدد تصنيف «فورتشن 500» عائدات سابك بمبلغ 40.2 مليار دولار في عام 2009.
أعلنت سابك عن النتائج المالية الأولية الموحدة للفترة المنتهية في 30 سبتمبر 2010. بلغ صافي الدخل للربع الثالث من عام 2010 ما قيمته 5.33 مليار ريال سعودي، مقارنة بصافي الدخل البالغ 3.65 مليار ريال سعودي في نفس الفترة من العام السابق، وهو ما يمثل زيادة قدرها 46 في المائة ومقارنة مع 5.02 مليار ريال للربع السابق، بزيادة قدرها 6 في المائة.
وفقًا لقائمة فورتشن غلوبال 500 لعام 2019م، حققت سابك إيرادات بلغت 45.1 مليار دولار و5.7 مليار دولار أرباحًا للعام 2018-2019، لتحتل المرتبة الرابعة بين الشركات الكيميائية والمرتبة 252 في القائمة.
وفي 27 فبراير 2024 قالت "سابك" إنها تحولت إلى تسجيل خسائر بنحو 2.77 مليار ريال في عام 2023، مقارنة بصافي ربح نحو 16.53 مليار ريال في 2022، وهي أول صافي خسائر سنوية للشركة منذ نحو 17 عاما.

## عن الشركة
تدير سابك عملياتها من خلال سبع وحدات عمل هي: الكيماويات، والكيماويات المتخصصة، والبلاستيكيات المبتكرة، والبوليمرات، والأسمدة، والمعادن، والتصنيع.

### الكيماويات
هي أكبر وحدات العمل في سابك وتعتبر عماد صناعاتها، وتشكل منتجاتها أكثر من60% من إجمالي الطاقات الإنتاجية السنوية لمصانع الشركة، استناداً إلى الموارد الهيدروكربونية المصاحبة لإنتاج النفط بما في ذلك غازات الميثان، والإيثان والبيوتان.
تعنى وحدة الكيماويات بمجموعة من المنتجات الرئيسة تشمل: الأوليفينات، والأوكسجينات، والمركبات العطرية، والوسطيات التي يستخدم قسم منها خامات تغذية لصناعات الشركة الداخلية، فيما يلبي الباقي متطلبات العديد من الصناعات التحويلية داخل المملكة وخارجها

### الكيماويات المتخصصة
استحدثت سابك وحدة عمل إستراتيجية جديدة للمنتجات المتخصصة، مستهدفة إنتاج وتطوير وتسويق مواد جديدة متخصصة ذات قيمة مضافة عالية. وتأتي هذه الخطوة ضمن إستراتيجية سابك

### البلاستيكيات المبتكرة
قامت سابك بشراء قطاع الصناعات البلاستيكية في شركة (جنرال إلكتريك) الأمريكية، الذي يعمل حالياً تحت مسمى (شركة سابك للبلاستيكيات المبتكرة)، تحقيقاً لأهدافها في التوسع عالمياً في مجال صناعة المنتجات البلاستيكية الحرارية عالية الأداء لقطاعات صناعة السيارات، والإلكترونيات، ومعدات الرعاية الطبية والإنشاءات، ومستلزمات التعبئة والتغليف، والبناء، والاتصالات، وتطبيقات الوسائط الإعلامية البصرية والعديد من القطاعات الأخرى.

### البوليمرات
تصنف سابك من ضمن كبريات الشركات العالمية الرائدة في إنتاج البوليمرات وطاقاتها الإنتاجية آخذة في التوسع لتلبية الطلب المتزايد لهذه المنتجات في الأسواق العالمية فضلاً عن تلبية احتياجات صناعة البلاستيك في المملكة العربية السعودية وخارج المملكة أيضا.

### الأسمدة
تنتج سابك الأسمدة بمواصفات عالمية بطاقة إنتاجية 8,2 مليون طن متري من الأمونيا، واليوريا، والأسمدة الفوسفاتية، والأسمدة السائلة.

### المعادن
شركة حديد سابك هي أحد أكبر شركات الحديد في الشرق الأوسط للحديد المسطح وحديد التسليح، وتمتلك مجموعة من المنتجات المنافسة في السوق من حيث حديد المسطحات. ويعتبر حديد سابك الخيار المثالي للعميل من حيث الجودة والمواصفات العالية.

### التصنيع
تعني بالتطوير التقني سواء في عمليات التصنيع أو الحفازات، وهو سمة التميز للشركات العالمية التي تطمح إلى تعزيز مركزها التنافسي وزيادة حصتها في السوق العالمية.

## شركات تابعة لسابك
تعمل (سابك) في أكثر من 50 بلدا، وتقوم بعمليات تصنيعية على نطاق عالمي في مناطق الأمريكتين وأوروبا والشرق الأوسط وآسيا والباسيفيك. فيما يلي قائمة بأسماء الشركات التابعة لسابك والتي تمتلك فيها نسبة لا تقل عن (15%):
- سابك اليونان إم إي بي إي
- سابك دبي
- سابك للبلاستيكيات المبتكرة أستراليا -محدودة الملكية
- سابك دويتشلاند المحدودة
- سابك للبلاستيكيات المبتكرة أيه يو إس المحدودة
- سابك تركيا
- سابك بتروكيميا تك المحدودة إس تي آي (تركيا)
- سابك أوروبا الشرقية (روسيا)
- سابك لمبيعات أوروبا (هولندا)
- سابك المجر المحدودة
- شركة سابك شنغهاي للتجارة المحدودة
- شركة سابك للبلاستيكيات المبتكرة (تشونغكنغ) المحدودة
- شركة سابك للبلاستيكيات المبتكرة (شنغهاي) المحدودة
- سابك بولندا إسبي زيد.أو.أو
- سابك للبلاستيكيات المبتكرة التشيك، إس. آر. أو
- سابك نورديك ايه\اس (الدنمارك)
- سابك للبلاستيكيات المبتكرة أيه بي إس (الدنمارك)
- سابك إفريقيا (مصر)
- سابك للبلاستيكيات المبتكرة فنلندا أو واي
- سابك للبلاستيكيات المبتكرة فرنسا إس أيه إس
- شركة سابك للبلاستيكيات المبتكرة ألمانيا القابضة المحدودة
- شركة سابك للبلاستيكيات المبتكرة هونغ كونغ المحدودة
- سابك (للأبحاث والتقنية المحدودة) إس آر تي بي إل (الهند)
- سابك آسيا الباسيفيك المحدودة
- شركة سابك للبلاستيكيات المبتكرة (جنوب شرق آسيا) المحدودة
- سابك إيران
- مكتب سابك التمثيلي في العراق
- شركة سابك للبلاستيكيات المبتكرة إيطاليا المحدودة
- سابك المملكة المتحدة المحدودة
- سابك كينيا المحدودة
- شركة سابك للبلاستيكيات المبتكرة كوريا المحدودة
- سابك لبنان
- سابك للبلاستيكيات المبتكرة سيرفيكيوس المكسيك إس دي آر إل دي سي في
- سابك المغرب
- سابك أوروبا للتصنيع (هولندا)
- سابك أوروبا - الأبحاث والتطوير (هولندا)
- سابك للبلاستيكيات المبتكرة القابضة بي في
- سابك للبلاستيكيات المبتكرة بولندا إس بي زي. أو.أو
- شركة سابك للتسويق إبريكا إس أيه يو
- سابك للبلاستيكيات المبتكرة روسيا أو أو أو
- ساب تانك (سابك) لخدمات الشحن
- شركة الرازي - الشركة السعودية للميثانول
- مراكز التقنية والابتكار في خمس مناطق في المملكة العربية السعودية
- مختبر الخدمات الفنية
- سابك جنوب إفريقيا بي تي واي المحدودة
- سابك للبلاستيكيات المبتكرة السويد ايه بي
- سابك تايوان القابضة المحدودة
- سابك تونس المحدودة
- بلاستيكليري سان تيك ايه إس
- سابك للبلاستيكيات المبتكرة الولايات المتحدة الأمريكية إل إل إس
- شركة معادن للفوسفات
- الشركة السعودية للألياف الكربونية
- شركة سابك للحفازات
- سابك لوكسمبورغ المحدودة
- الشركة السعودية للاستثمارات الصناعية
- خدمات خطوط أنابيب البتروكيماويات بي في
- سابك للتعدين بي في
- سابك للمشاريع بي في
- شركة ساينتيفيك ديزاين
- شركة ألمنيوم البحرين (ألبا)
- شركة البيروني - شركة الجبيل للأسمدة
- شركة الخليج لدرفلة الألمنيوم (جارمكو)
- شركة غاز - الشركة الوطنية للغازات الصناعية
- غيسمار (مشروع مشترك لخط أنابيب)
- شركة الخليج لصناعة البتروكيماويات (جيبيك)
- شركة حديد - الشركة السعودية للحديد والصلب
- شركة ابن البيطار - الشركة الوطنية للأسمدة الكيماوية
- شركة ابن رشد - الشركة العربية للألياف الصناعية
- شركة ابن سينا - الشركة الوطنية للميثانول
- شركة ابن زهر - الشركة السعودية الأوروبية للبتروكيماويات
- شركة كيميا - شركة الجبيل للبتروكيماويات
- شركة بتروكيميا - الشركة العربية للبتروكيماويات
- شركة صدف - الشركة السعودية للبتروكيماويات
- شركة سافكو - شركة الأسمدة العربية السعودية
- الشركة السعودية للميثاكريليت - ساماك
- شركة كيان السعودية - شركة كيان السعودية للبتروكيماويات
- شركة شرق - الشركة الشرقية للبتروكيمات
- الشركة السعودية للكيماويات العضوية المعدنية - الكيلات
- شركة الكيماويات المتخصصة - الشركة السعودية للكيماويات المتخصصة
- لشركة السعودية اليابانية للأكريلونتريل - شروق
- شركة المتحدة - شركة الجبيل المتحدة للبتروكيماويات
- شركة ينبت - شركة ينبع السعودية للبتروكيماويات
- شركة ينساب - شركة ينبع الوطنية للبتروكيماويات

تنتشر مجمعات سابك التصنيعية حول العالم. في الشرق الأوسط تبلغ تلك المجمعات 22 مجمعاً، وفي آسيا 9 مجمعات، وفي أوروبا 12 مجمعاً، وفي أمريكا 17 مجمعاً.

## المنتجات
- إيثيلين
- بروبيلين
- بوتادين
- بيوتين-1
- هيكسين-1
- أوكتين-1
- ديكين
- dodecene-1 (C12)
- Diodecene-1 (C14-18)
- الشمع (C20+)
- CIE (الإيثانول الصناعي الخام)
- MTBE (ميثيل ثالثي بوتيل الإيثر)
- ستيرين مونومر
- بنزين (مركب كيميائي)
- الباراكسيلين
- زيت كربون أسود
- هيدروكسيد الصوديوم
- EDC (Ethylene Dichloride  [لغات أخرى]‏)
- VCM (كلوريد الفاينيل Monomer)
- فينول
- أسيتون
- بيسفينول A
- سماد
- صلب (سبيكة)
- ميثانول
- بولي كربونات بولي كربونات
- Noryl PPO
- Cycolac (أكريلونيتريل بيوتادايين إستيرين)
- Cycoloy (بولي كربونات / أكريلونيتريل بيوتادايين إستيرين blend)
- Ultem (Polyetherimide)
- Extem (بولي إميد)
- Geloy (Acrylonitrile styrene acrylate / أكريلونيتريل بيوتادايين إستيرين blend)
- Valox (Polybutylene terephthalate)
- Verton (Long Fiberglass reinforced Polymers)
- Xenoy (بولي كربونات / Polybutylene Terephthalate blend)
- Xylex (متعدد الإستر/بولي كربونات blend)
- EO/EG (Ethylene Oxide / Ethylene Glycol)
- أسود الكربون
- Ppolypropylene
- EPDM rubber
- HaloButyl
- بولي بوتاديين

## ملف الأسهم
| رأس المال المصرح به (ريال سعودي) | عدد الأسهم المصدرة | رأس المال المدفوع (ريال سعودي) | القيمة الاسمية للسهم | القيمة المدفوعة للسهم |
| -------------------------------- | ------------------ | ------------------------------ | -------------------- | --------------------- |
| 30,000,000,000                   | 3,000,000,000      | 30,000,000,000                 | 10                   | 10                    |

تغيرات في راس المال
| تاريخ اعلان التوصية | نوع الإصدار | تاريخ الاستحقاق | رأس المال الجديد | رأس المال السابق |
| ------------------- | ----------- | --------------- | ---------------- | ---------------- |
| 2007-12-30          | منحة اسهم   | 2008-03-29      | 30,000,000,000   | 25,000,000,000   |
| 2006-04-19          | منحة اسهم   | 2006-04-22      | 25,000,000,000   | 20,000,000,000   |
| 2005-03-21          | منحة اسهم   | 2005-04-16      | 20,000,000,000   | 15,000,000,000   |
| 2001-03-14          | منحة اسهم   | 2001-04-14      | 15,000,000,000   | 13,333,333,333   |
| 2000-04-02          | منحة اسهم   | 2000-04-13      | 13,333,333,333   | 10,000,000,000   |

## رؤساء شركة سابك
| الرئيس                    | الفترة                                 | ملاحظات                                              |
| ------------------------- | -------------------------------------- | ---------------------------------------------------- |
| عبد الرحمن بن صالح الفقيه | من 21 مارس 2023م - إلى الآن            | رئيس تنفيذي مُكلف من 28 سبتمبر 2022 إلى 21 مارس 2023. |
| يوسف بن عبد الله البنيان  | من 15 فبراير 2015 - إلى 28 سبتمبر 2022 | استقال بعد تعيينه وزيراً للتعليم.                     |